# شارلي باركر
شارلي باركر (بالإنجليزية: Charlie Parker)‏ واسمه الأصلي تشارلز باركر الابن (بالإنجليزية: Charles Parker, Jr.)‏ عازف ساكسفون أمريكي (29 أغسطس 1920 - 12 مارس 1955)
لقب بالطائر أو Yardbird لما به من طابع ساخر. عزف في مختلف النوادي الليلية، للمرة الأولى وسجلت في سجلات altu مع جاي McShann - أوم. بين عام 1942. وعام 1944. وعملت في العديد من الفرق الموسيقية، حيث التقى العديد من الموسيقيين، وبدأ في البحث عن أسلوب جديد.
عن الاجتماع المشترك والمربى والخمسين ينشأ البيبوب. جنبا إلى جنب باركر—غيليسبي سجلت في أيار / مايو 1945 ، ثم حصلت على شركاء جدد باركر، الذي كان واحدا البوق مايلز ديفيس. في أثناء عام 1946. الذي قام به على الساحل الغربي ضمن حفلات JATP ، ثم وضع في المستشفى بسبب مشاكل في الاعصاب والاكتئاب.
مثل فوريست ويتاكر دوره في فيلم يدعى بيرد أنتج عام 1988 من إخراج كلينت إيستوود.

## روابط خارجية
- شارلي باركر على موقع IMDb (الإنجليزية)
- شارلي باركر على موقع الموسوعة البريطانية (الإنجليزية)
- شارلي باركر على موقع ميوزك برينز (الإنجليزية)
- شارلي باركر على موقع إن إن دي بي (الإنجليزية)
- شارلي باركر على موقع أول ميوزيك (الإنجليزية)
- شارلي باركر على موقع ديسكوغز (الإنجليزية)
- شارلي باركر على موقع قاعدة بيانات الفيلم (الإنجليزية)